# シモン・エンガパンドゥエトンブ
シモン・エンガパンドゥエトンブ（Simon Ngapandouetnbu、2003年4月12日 - ）は、カメルーン・フーバン出身のプロサッカー選手。カメルーン代表。マルセイユ所属。ポジションはGK。

## 経歴
カメルーンで生まれ、若い頃にフランスに渡り、ASPTTマルセイユ、ASMJブランカルド、マルセイユでユース時代を過ごした。
2019年10月11日、マルセイユと3年契約を結んだ。

## 代表歴
2022年9月、カメルーン代表に招集された。
2022 FIFAワールドカップのカメルーン代表のメンバーに選出された。